# Rainbow 7
Albums de Morning Musume
Ai no Dai 6 Kan
(8 déc. 2004) Sexy 8 Beat
(21 mars 2007)
EPs par Morning Musume
7.5 Fuyu Fuyu
(13 déc. 2006)
Compilations par Morning Musume
Early Single Box
(15 déc. 2004)
Singles
1. The Manpower!
Sortie : 19 janvier 2005
2. Osaka Koi no Uta
Sortie : 27 avril 2005
3. Iroppoi Jirettai
Sortie : 27 juillet 2005
4. Chokkan 2 (...)
Sortie : 9 novembre 2005

Rainbow 7 (レインボー7, trad. : "Arc-en-ciel 7") est le 7e album de Morning Musume.

## Présentation
L'album sort le 15 février 2006 au Japon sur le label zetima. Il est écrit, composé et produit par Tsunku. Il atteint la 7e place du classement des ventes de l'Oricon, et reste classé pendant cinq semaines, pour un total de 44 714 exemplaires vendus durant cette période. Il restera le dixième album le plus vendu du groupe. C'est son premier album à sortir également dans une édition limitée, avec une pochette différente et un livret de 32 pages en supplément.
Il contient douze titres, dont quatre déjà sortis en singles l'année précédente : The Manpower!, Osaka Koi no Uta, Iroppoi Jirettai, et Chokkan 2 ~Nogashita Sakana wa Ōkiizo!~, ce dernier titre étant remixé pour l'album. Les chansons Chokkan 2 (...) et Joshi Kashimashi Monogatari 3 sont de nouvelles versions des titres Chokkan ~Toki to Shite Koi wa~ et Joshi Kashimashi Monogatari (1 et 2) figurant sur le précédent album, Ai no Dai 6 Kan sorti fin 2004. 
Trois des autres chansons ne sont interprétées que par quelques membres du groupe : Indigo Blue Love (par Niigaki, Tanaka et Kamei), Rainbow Pink (par le duo "Shige-pink et Koha-pink" : Michishige et Kusumi), et Mushoku Tômei na Mama de (par Yoshizawa, Ogawa, Takahashi, Konno, et Fujimoto). La chanson Aozora ga Itsumademo Tsuduku Yō na Mirai de Are! sera reprise en 2011 par Dream Morning Musume sur l'album Dreams 1.
Rainbow 7 est le premier album du groupe avec l'unique membre de la "7e génération", Koharu Kusumi, et c'est son dernier album avec Asami Konno et Makoto Ogawa, qui le quitteront à l'été suivant pour poursuivre leurs études. C'est aussi le premier album à sortir après les départs de Kaori Iida (en solo), Mari Yaguchi (démissionnaire à la suite d'une liaison), et Rika Ishikawa (avec V-u-den), qui ont quitté le groupe l'année précédente ; elles ne sont pas créditées sur l'album bien qu'ayant chanté sur deux ou trois des titres sortis précédemment en singles avant leur départ. C'est donc le premier album du groupe sans aucun de ses membres fondateurs, ni aucun membre de ses trois premières "générations".

## Formation
Membres du groupe créditées sur l'album :
- 4e génération : Hitomi Yoshizawa
- 5e génération : Ai Takahashi, Asami Konno, Makoto Ogawa, Risa Niigaki
- 6e génération : Miki Fujimoto, Eri Kamei, Sayumi Michishige, Reina Tanaka
- 7e génération : Koharu Kusumi

## Liste des titres
Toutes les chansons sont écrites et composées par Tsunku.
| 1.  | How Do You Like Japan? ~Nihon wa Donna Kanji Dekka?~ (HOW DO YOU LIKE JAPAN? ~日本はどんな感じでっか?~)               |                                                |  |
| 2.  | The Manpower!!! (THE マンパワー!!!)                                                                                   | 25e single                                     |  |
| 3.  | Aozora ga Itsumademo Tsuduku Yō na Mirai de Are! (青空がいつまでも続くような未来であれ!)                              |                                                |  |
| 4.  | Osaka Koi no Uta (大阪 恋の歌)                                                                                        | 26e single                                     |  |
| 5.  | Indigo Blue Love (INDIGO BLUE LOVE)                                                                                   | Niigaki, Tanaka, Kamei                         |  |
| 6.  | Rainbow Pink (レインボーピンク)                                                                                       | Shige-pink et Koha-pink (Michishige et Kusumi) |  |
| 7.  | Iroppoi Jirettai (色っぽい じれったい)                                                                                | 27e single                                     |  |
| 8.  | Mushoku Tômei na Mama de (無色透明なままで)                                                                           | Yoshizawa, Ogawa, Takahashi, Konno, Fujimoto   |  |
| 9.  | Purple Wind (パープルウインド)                                                                                        |                                                |  |
| 10. | Sayonara See You Again Adios Bye Bye Chaccha! (さよなら SEE YOU AGAIN アディオス BYE BYE チャッチャ!)                 |                                                |  |
| 11. | Chokkan 2 ~Nogashita Sakana wa Ōkiizo!~ (Mattaku Sono Tôri Remix) (直感2~逃した魚は大きいぞ!~ (全くその通リミックス)) | Remix du 28e single                            |  |
| 12. | Joshi Kashimashi Monogatari 3 (女子かしまし物語3)                                                                     | Nouvelle version du 23e single                 |  |